# Bluszcz

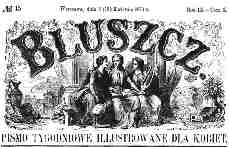
Vignette des Bluszcz

Bluszcz (Efeu) war eine polnische illustrierte Wochenzeitschrift, die von 1865 bis 1939 in Warschau herausgegeben wurde. Sie ist eine der ältesten Frauenzeitschriften Europas.
Gründer und Herausgeber war Michał Glücksberg. Chefredakteurinnen waren unter anderem Maria Ilnicka, Zofia Seidler, Stefania Podhorska-Okołów und Wanda Pełczyńska.
Mitarbeiterinnen des literarischen Teils waren Eliza Orzeszkowa, Maria Dąbrowska, Pola Gojawiczyńska, Maria Kuncewiczowa und Ewa Szelburg-Zarembina.